# Platysteira peltata
El batis carunculado gorginegro (Platysteira peltata) es una especie de ave paseriforme de la familia Platysteiridae ampliamente distribuida por África, encontrándose en Angola, Burundi, República democrática del Congo, Kenia, Malaui, Mozambique, Somalia, Sudáfrica, Tanzania, Uganda, Zambia y Zimbabue.